# Wacław Henryk Przemyślida
Wacław Henryk (ur. 1107 r., zm. 1 marca 1130 r.) – książę ołomuniecki w latach 1126–1130.
Syn Świętopełka. Jego ojcem chrzestnym był król niemiecki Henryk V. Po śmierci stryja Ottona II Czarnego objął dzielnicę ołomuniecką.